# On était beau
Singles de Louane
Tourne
(2016) Si t'étais là
(2017)
Pistes de Louane
Non-sens
(1) Sans arrêt
(2)
On était beau est un single musical de la chanteuse française Louane sorti le 23 juin 2017. Il est extrait de son deuxième album studio Louane (2017).

## Genèse
On était beau marque le retour de Louane après le succès de son précédent album Chambre 12 sorti en 2015. La chanson est entre autres composée par Aron Ottignon qui a co-signé Papaoutai de Stromae, et Thomas Caruso, repéré en 2016 par le télé-croché Nouvelle Star et auteur des paroles de la chanson. Pour la production, la chanteuse s'est associée à Dany Synthé, déjà derrière des titres comme Sapés comme jamais de Maitre Gims ou Le présent d'abord de Florent Pagny. Louane explique sur NRJ que « Cette chanson c'est un peu la suite de Jour 1 avec probablement moins d'insouciance mais aussi beaucoup d'énergie et toujours des amis ».
Avant la sortie du single, Louane publie sur Twitter le 15 juin 2017 une courte vidéo d'elle marchant sur le Hollywood Boulevard, accompagnées par quelques notes de guitare et les mots « Sur les trottoirs je pense à toi, sur les boulevards je pense à toi ». Elle en profite alors pour lancer un mot-dièse #OnÉtaitBeau. Le lendemain la chanteuse commence à publier différentes aguiches sur le réseau Facebook,. C'est finalement sur Instagram que Louane dévoile son titre à télécharger à partir d'un autre site.
En 2023, le titre apparaît dans la bande originale de la deuxième saison de Heartstopper.

## Structure musicale et paroles
La chanson, de style électro-pop, possède une tonalité en si  majeur avec un tempo de 110 battements par minute et est accompagnée d'une signature rythmique commune en 4/4,. On était beau se veut légèrement plus urbain que les précédents titres de Louane, tout en y ajoutant une touche d'éléments électro. Les paroles portent sur la rupture, un ancien amour, un amour perdu, de façon explicite : « Sur les trottoirs, je pense à toi. Sur les boulevards je pense à toi. Je suis désolée, je pense à toi. Presque obsédée, je pense à toi. Dépossédée, je pense à toi »,.

## Clip vidéo
Le clip vidéo accompagnant le single est réalisé par Kinga Burza, qui avait déjà réalisé le clip de Katy Perry I Kissed a Girl, ainsi que des clips pour Calvin Harris, Mika ou Lana Del Rey. Ce vidéo clip est tourné dans les rues et sur les toits de Paris.

## Classements et certifications
| Classement (2017)                              | Meilleure position |
| ---------------------------------------------- | ------------------ |
| Belgique (Flandre Ultratip Bubbling Under 100) | 47                 |
| Belgique (Wallonie Ultratop 50 Singles)        | 6                  |
| Belgique (Wallonie Ultratop 50 Airplay)        | 1                  |
| France (SNEP)                                  | 9                  |
| France (SNEP Téléchargement)                   | 9                  |
| Suisse (Schweizer Hitparade)                   | 76                 |
| Suisse (Charts Romandie)                       | 9                  |

| Classement (2017)                       | Position |
| --------------------------------------- | -------- |
| Belgique (Wallonie Ultratop 50 Singles) | 48       |
| France (SNEP)                           | 155      |

| Région | Certification | Ventes/Streams |
| --- | ------------- | -------------- |
| France (SNEP) | Platine       | ‡              |
| *Ventes selon la certification ^Mise en rayon selon la certification xNon précisé par la certification ‡ventes/streaming selon la certification |               |                |